# George McCartney Chippendale
George McCartney Chippendale (* 18. April 1921 in Sydney, New South Wales; † 16. Februar 2010 in Canberra, Australian Capital Territory) war ein australischer Botaniker und Geobotaniker. Sein botanisches Autorenkürzel lautet „Chippend.“.

## Frühe Jahre
Chippendale wurde in Paddington (Sydney) als ältestes von sechs Kindern geboren. Bereits mit 14 Jahren verließ er die Schule und arbeitete zunächst in einem Tuchhandel. 1936 besorgte ihm seine Mutter eine Stelle im Service der Royal Botanic Gardens in Sydney. Dort blieb er, bis er im Zweiten Weltkrieg zum Kriegsdienst eingezogen wurde.

## Berufsleben
Nach Kriegsende 1945 nahm er, inzwischen verheiratet, ein Botanikstudium an der University of Sydney auf, das er mit dem Bachelor of Science (B.Sc.) abschloss. Die Royal Botanic Gardens unterstützten ihn während seines Studiums und seiner weiteren Karriere. Zu seinen Arbeiten dort gehörte auch die Bestimmung von Pflanzen, die Besucher mitbrachten.
1954 nahm Chippendale eine Stelle als taxonomischer Botaniker im Northern Territory an und zog mit seiner Familie nach Alice Springs um. Damals gab es dort noch kein öffentlich zugängliches Herbarium, sondern nur eine kleine Sammlung von Pflanzenexemplaren, die von CSIRO-Mitarbeitern und Amtstierärzten stammte. Mit seinen Mitarbeitern sammelte Chippendale Pflanzen im gesamten Northern Territory und baute so das heutige Northern Territory Herbarium auf.
1966 führte ihn sein beruflicher Weg als Chefbotaniker zum „Forestry Research Institute“ nach Canberra, heute die Forstuntersuchungsabteilung des CSIRO. Dort befasste er sich hauptsächlich mit der Gattung Eucalyptus.
1972 / 1973 wurde er für 12 Monate als „Australian Botanical Liaison Officer“ zu den Royal Botanic Gardens in Kew (London) entsandt. Von dort aus konnte er auf Reisen zu verschiedenen Herbarien Europas auch dort hinterlegte Proben von Eukalypten studieren.

## Familienleben und Tod
George McCartney Chippendale heiratete 1943 Joan. Sie hatten miteinander drei Kinder.
Am 16. Februar 2010 verstarb Chippendale im Alter von 89 Jahren in Canberra.

## Veröffentlichungen (Auswahl)
- Fodder Trees and Shrubs of the Northern Territory, 1960
- Eucalyptus Buds & Fruits. ISBN 0-642-06021-5, 1968
- Eucalypts. Zusammen mit R. D. Johnston und Stan Kelly. 82 Seiten. ISBN 0-17-001861-X, 1969
- Forest Trees of Australia. Band XIV. Zusammen mit Norman Hall und R. D. Johnston. ISBN 0-642-98480-8, 1970
- Check List of Northern Territory Plants, 1972
- Eucalypts of the Western Australian Goldfields and Adjacent Areas, 1973
- The Natural Distribution of Eucalypts in Australia. Zusammen mit L. Wolf. ISBN 0-642-89678-X, 1981
- Eucalypts. Zusammen mit R. D. Johnston und Stan Kelly. 82 Seiten. ISBN 0-442-24667-6, 1983
- Phytogeography of Eucalypts in Australia. 53 Seiten. Zusammen mit A. M. Gill und L. Belbin. ISBN 0-644-04081-5, 1986
- Flora of Australia. Band 19: Myrtaceae: Eucalyptus – Angophora, 1988
- Forest Trees of Australia. 5. Ausgabe. 768 Seiten Zusammen mit D. J. Boland, M. I. H. Brooker, N. Hall, B. P. M. Hyland, R. D. Johnston, D. A. Kleinig und J. D. Turner. ISBN 0-643-06969-0, 2006

Quelle: